# Cupa României 2018-2019
La Cupa României 2018-2019 è stata l'81ª edizione della coppa nazionale, principale torneo a eliminazione diretta del calcio rumeno. Il torneo è iniziato il 1º agosto 2018 e si è concluso il 25 maggio 2019. Il Universitatea Craiova la squadra campione in carica. Il Viitorul Costanza ha vinto il torneo per la prima volta nella sua storia.

## Formula
Il torneo si svolge con turni ad eliminazione diretta a partita unica tranne le semifinali, svolte con partite di andata e ritorno. Nella fase preliminare si incontrano i club delle serie inferiori, mentre le squadre della Liga I giocano a partire dai sedicesimi di finale.

## Fase preliminare

### Secondo turno
| Squadra 1                | Risultato   | Squadra 2           |
| ------------------------ | ----------- | ------------------- |
| 14 agosto 2018           |             |                     |
| Croatia Clocotici        | 1 - 5       | Ghiroda             |
| 15 agosto 2018           |             |                     |
| Agricola Borcea          | 2 - 9       | Olteniţa            |
| Arieșul Turda            | 1 - 3       | Sănătatea Cluj      |
| Avrig                    | 0 - 1       | Unirea Alba Iulia   |
| Minaur Baia Mare         | 3 - 1       | Unirea Tasnad       |
| 1. FC Gloria             | 3 - 0       | Avântul Reghin      |
| Cetate Deva              | 1 - 2       | Municipal Lugoj     |
| Focșani                  | 3 - 0       | Targu Secuiesc      |
| CSS Slatina              | 2 - 0       | FCU Craiova         |
| Săcele                   | 0 - 2       | Cetate Rasnov       |
| Gloria Corneşti          | 0 - 3       | Flacăra Moreni      |
| Înainte Modelu           | 2 - 5       | Axiopolis Cernavoda |
| Industria Galda de Jos   | 3 - 0       | Performanța Ighiu   |
| Pescăruşul Sarichioi     | 0 - 6       | Oțelul Galați       |
| Petrofac Ţicleni         | 1 - 3       | Filiaşi             |
| Râmnicu Sărat            | 1 - 3       | Metalul Buzau       |
| Rapid Bucarest           | 5 - 0       | Bragadiru           |
| Sanatatea Darabani       | 0 - 1       | Bucovina Rădăuţi    |
| Sportul Petresti         | 0 - 3       | Metalurgistul Cugir |
| Gloria Lunca Teuz Cermei | 2 - 0       | Național Sebiș      |
| Unirea Bascov            | 1 - 2       | Rosiorii de Vede    |
| Unirea Cristuru Secuiesc | 1 - 7       | Hărman              |
| Unirea Mirceşti          | 0 - 5       | Ceahlăul            |
| Universitatea Galati     | 1 - 3       | Sporting Lieşti     |
| Victoria Traian          | 1 - 4 (dts) | Unirea Slobozia     |
| Victoria Zabrani         | 1 - 2       | Șoimii Lipova       |
| Viitorul Liteni          | 2 - 1       | Petrotub Roman      |
| 16 agosto 2018           |             |                     |
| Tunari                   | 3 - 0       | Popești-Leordeni    |

### Terzo turno
| Squadra 1                | Risultato         | Squadra 2                     |
| ------------------------ | ----------------- | ----------------------------- |
| 28 agosto 2018           |                   |                               |
| Hărman                   | 0 - 2             | Csíkszereda                   |
| Unirea Alba Iulia        | 1 - 0             | Sănătatea Cluj                |
| Minaur Baia Mare         | 0 - 1             | Comuna Recea                  |
| Focșani                  | 5 - 2             | Metalul Buzau                 |
| CSS Slatina              | 0 - 0 (12-11 dtr) | Filiaşi                       |
| Ghiroda                  | 0 - 0 (3-4 dtr)   | Municipal Lugoj               |
| Industria Galda de Jos   | 3 - 2             | Metalurgistul Cugir           |
| Flacăra Moreni           | 0 - 0 (6-5 dtr)   | Cetate Rasnov                 |
| Progresul Bucarest       | 2 - 1             | Afumați                       |
| Rosiorii de Vede         | 0 - 3 (dts)       | Dunărea Turris Turnu Măgurele |
| 29 agosto 2018           |                   |                               |
| 1. FC Gloria             | 1 - 2             | U Cluj                        |
| Axiopolis Cernavoda      | 3 - 2             | Farul Costanza                |
| Bucovina Rădăuţi         | 1 - 0             | Foresta Suceava               |
| Ceahlăul                 | 1 - 4             | Aerostar Bacău                |
| CSM Reșița               | 0 - 2             | Şirineasa                     |
| Sporting Lieşti          | 0 - 0 (8-7 dtr)   | Oțelul Galați                 |
| Olteniţa                 | 2 - 3             | Unirea Slobozia               |
| Gloria Lunca Teuz Cermei | 2 - 1             | Șoimii Lipova                 |
| Tunari                   | 2 - 1             | Petrolul Ploiești             |
| Viitorul Liteni          | 0 - 4             | Miroslava                     |
| Rapid Bucarest           | 4 - 1             | Alexandria                    |

### Quarto turno
| Squadra 1                     | Risultato       | Squadra 2                 |
| ----------------------------- | --------------- | ------------------------- |
| 11 settembre 2018             |                 |                           |
| Unirea Alba Iulia             | 2 - 2 (5-3 dtr) | Industria Galda de Jos    |
| Focșani                       | 0 - 3 (dts)     | Sporting Lieşti           |
| Gloria Lunca Teuz Cermei      | 1 - 4           | Luceafărul Oradea         |
| Tunari                        | 0 - 2           | Acad. Clinceni            |
| Dunărea Turris Turnu Măgurele | 3 - 2           | Balotești                 |
| Rapid Bucarest                | 2 - 1           | Daco-Getica Bucarest      |
| 12 settembre 2018             |                 |                           |
| Axiopolis Cernavoda           | 2 - 2 (1-4 dtr) | Brăila                    |
| Bucovina Rădăuţi              | 2 - 0 (dts)     | Miroslava                 |
| CSS Slatina                   | 2 - 0           | Argeș Pitești             |
| Municipal Lugoj               | 1 - 2           | Şirineasa                 |
| Pandurii                      | 1 - 3           | Mioveni                   |
| Progresul Bucarest            | 2 - 0           | Metaloglobus              |
| Unirea Slobozia               | 2 - 3           | Sportul Snagov            |
| UTA Arad                      | 2 - 1           | SSU Politehnica Timișoara |
| Ripensia Timișoara            | 1 - 2 (dts)     | Timișoara                 |
| 13 settembre 2018             |                 |                           |
| Comuna Recea                  | 1 - 3           | U Cluj                    |
| Csíkszereda                   | 3 - 2           | Aerostar Bacău            |
| 18 settembre 2018             |                 |                           |
| Flacăra Moreni                | 1 - 2           | Chindia Târgoviște        |

## Fase finale

### Sedicesimi di finale
| Squadra 1          | Risultato       | Squadra 2                     |
| ------------------ | --------------- | ----------------------------- |
| 25 settembre 2018  |                 |                               |
| Voluntari          | 2 - 1           | Botoșani                      |
| Csíkszereda        | 2 - 1           | Şirineasa                     |
| Sportul Snagov     | 0 - 2           | U Craiova                     |
| Timișoara          | 1 - 1 (2-4 dtr) | Sepsi                         |
| Brăila             | 1 - 3           | Dinamo Bucarest               |
| 26 settembre 2018  |                 |                               |
| UTA Arad           | 3 - 3 (3-5 dtr) | Politehnica Iași              |
| Acad. Clinceni     | 0 - 2           | Hermannstadt                  |
| CSM Slatina        | 0 - 2           | Dunărea Călărași              |
| Sporting Lieşti    | 0 - 3           | Mioveni                       |
| Progresul Bucarest | 0 - 1           | U Cluj                        |
| Concordia Chiajna  | 0 - 3           | Viitorul Costanza             |
| Chindia Târgoviște | 0 - 1           | CFR Cluj                      |
| 27 settembre 2018  |                 |                               |
| Luceafărul Oradea  | 1 - 5           | Astra Giurgiu                 |
| Bucovina Rădăuţi   | 1 - 1 (7-8 dtr) | Gaz Metan Mediaș              |
| Rapid Bucarest     | 0 - 2           | Dunărea Turris Turnu Măgurele |
| Unirea Alba Iulia  | 0 - 1           | FCSB                          |

### Ottavi di finale
| Squadra 1                     | Risultato       | Squadra 2         |
| ----------------------------- | --------------- | ----------------- |
| 30 ottobre 2018               |                 |                   |
| Hermannstadt                  | 3 - 0           | Voluntari         |
| Dunărea Turris Turnu Măgurele | 1 - 4           | U Craiova         |
| Politehnica Iași              | 2 - 2 (3-5 dtr) | Viitorul Costanza |
| 31 ottobre 2018               |                 |                   |
| Mioveni                       | 0 - 5           | Sepsi             |
| U Cluj                        | 3 - 4 (dts)     | Astra Giurgiu     |
| Gaz Metan Mediaș              | 0 - 1           | CFR Cluj          |
| 1º novembre 2018              |                 |                   |
| Csíkszereda                   | 3 - 3 (6-5 dtr) | Dinamo Bucarest   |
| Dunărea Călărași              | 2 - 1           | FCSB              |

### Quarti di finale
| Squadra 1        | Risultato | Squadra 2         |
| ---------------- | --------- | ----------------- |
| 26 febbraio 2019 |           |                   |
| Hermannstadt     | 2 - 3     | Viitorul Costanza |
| 27 febbraio 2019 |           |                   |
| Dunărea Călărași | 1 - 2     | Astra Giurgiu     |
| Sepsi            | 0 - 1     | CFR Cluj          |
| 28 febbraio 2019 |           |                   |
| Csíkszereda      | 0 - 3     | U Craiova         |

### Semifinali
| Squadra 1                      | Totale | Squadra 2         | Andata | Ritorno |
| ------------------------------ | ------ | ----------------- | ------ | ------- |
| 3 aprile 2019 / 24 aprile 2019 |        |                   |        |         |
| CFR Cluj                       | 3 - 5  | Astra Giurgiu     | 1 - 3  | 2 - 2   |
| 4 aprile 2019 / 25 aprile 2019 |        |                   |        |         |
| U Craiova                      | 1 - 4  | Viitorul Costanza | 1 - 2  | 0 - 2   |

## Finale
| Arbitro: | Radu Petrescu |

|            |           |                     |
| Alibec 41’ | Marcatori | 76’ Ghiță 105’ Eric |